# Vicchio
Vicchio település Olaszországban, Toszkána régióban, Firenze megyében, Firenzétől 25 km-re északkeletre. Lakosainak száma 8023 fő (2023. január 1.). Vicchio Borgo San Lorenzo, Marradi, Pontassieve és Dicomano községekkel határos.

## Népesség
A település lakossága az elmúlt években az alábbi módon változott:
| Lakosok száma | 8263 | 8183 | 8023 |
|               | 2013 | 2018 | 2023 |

## Híres emberek
- Itt született 1395 körül Fra Angelico reneszánsz festő.
- Itt született 1892. február 7-én Guido Boni, olimpiai bajnok tornász.